# عواشة (الحيمة الخارجية)

تعديل مصدري - تعديل

عواشة هي إحدى قرى عزلة الجحادب بمديرية الحيمة الخارجية التابعة لمحافظة صنعاء، بلغ تعداد سكانها 323 نسمة حسب تعداد اليمن لعام 2004.